# Hermsdorf, Thüringen
Hermsdorf är en stad i Saale-Holzland-Kreis i förbundslandet Thüringen i Tyskland.
Staden ingår i förvaltningsgemenskapen Hermsdorf tillsammans med kommunerna Mörsdorf, Reichenbach, Schleifreisen och St. Gangloff.

## Bilder
|                   |
| Hermsdorfer Kreuz |